# Tommy Robredo
Tommy Robredo Garcés (1982. május 1. –) spanyol hivatásos teniszező. Karrierje során 9 egyéni és 3 páros ATP tornagyőzelmet szerzett, legjelentősebb közülük a 2006-os Hamburg Masters megnyerése. Legjobb Grand Slam-eredménye négy negyeddöntő: három a Roland Garroson, egy az Australian Openen. 2004-ben Davis-kupa győzelemhez segítette hazáját.
Robredónak a tenyeres ütése az erőssége. Kedvenc borítása a salak, 12 tornagyőzelméből 10-et ilyen pályán szerzett.

## ATP döntői

### Egyéni

#### Győzelmei (9)
| Összesítés                                            | Összesítés |
| ----------------------------------------------------- | ---------- |
| Grand Slam-torna                                      | (0)        |
| ATP World Tour Masters 1000 / ATP Masters Series      | (1)        |
| ATP World Tour 500 Series / International Series Gold | (1)        |
| ATP World Tour 250 Series / International Series      | (7)        |
| ATP World Tour Finals / Tennis Masters Cup            | (0)        |

|   | Dátum             | Torna                        | Borítás         | Ellenfél a döntőben | Eredmény a döntőben     |
| 1 | 2001. július 30.  | Orange Prokom Open, Sopot    | Salak           | Albert Portas       | 1-6, 7-5, 7-6(2)        |
| 2 | 2004. május 3.    | Torneo Godó, Barcelona       | Salak           | Gastón Gaudio       | 6-3, 4-6, 6-2, 3-6, 6-3 |
| 3 | 2006. május 21.   | Hamburg Masters, Hamburg     | Salak           | Radek Štěpánek      | 6-1, 6-3, 6-3           |
| 4 | 2006. július 10.  | Catella Swedish Open, Båstad | Salak           | Nyikolaj Davigyenko | 6-2, 6-1                |
| 5 | 2007. július 30.  | Orange Prokom Open, Sopot    | Salak           | José Acasuso        | 7-5, 6-1                |
| 6 | 2007. október 7.  | Moselle Ope, Metz            | Kemény (fedett) | Andy Murray         | 0-6, 6-2, 6-3           |
| 7 | 2008. július 13.  | Catella Swedish Open, Båstad | Salak           | Tomáš Berdych       | 6–4, 6–1                |
| 8 | 2009. február 9.  | Brasil Open, Costa do Sauipe | Salak           | Thomaz Bellucci     | 6–3, 3-6, 6–4           |
| 9 | 2009. február 16. | Copa Telmex, Buenos Aires    | Salak           | Juan Mónaco         | 7-5, 2-6, 7-6(5)        |

#### Elvesztett döntői (7)
|   | Dátum                | Torna                            | Borítás | Ellenfél a döntőben | Eredmény a döntőben |
| 1 | 2001. április 9.     | Grand Prix Hassan II, Casablanca | Salak   | Guillermo Cañas     | 5-7, 2-6            |
| 2 | 2003. július 14.     | Mercedes Cup, Stuttgart          | Salak   | Guillermo Coria     | 3-6, 1-6, 1-6       |
| 3 | 2005. április 25.    | Estoril Open, Estoril            | Salak   | Gastón Gaudio       | 1-6, 6-2, 1-6       |
| 4 | 2006. április 24.    | Torneo Godó, Barcelona           | Salak   | Rafael Nadal        | 4-6, 4-6, 0-6       |
| 5 | 2007. január 8.      | Heineken Open, Auckland          | Kemény  | David Ferrer        | 4-6, 2-6            |
| 6 | 2007. szeptember 10. | China Open, Peking               | Kemény  | Fernando González   | 1-6, 6-3, 1-6       |
| 7 | 2008. június 9.      | Orange Warsaw Open, Varsó        | Salak   | Nyikolaj Davigyenko | 3-6, 3-6            |

### Páros

#### Győzelmei (3)
|   | Dátum             | Torna                            | Borítás | Partner           | Ellenfelek a döntőben          | Eredmény a döntőben |
| 1 | 2004. január 5.   | Chennai Open, Csennai            | Kemény  | Rafael Nadal      | Jonathan Erlich / Andi Rám     | 7-6(3), 4-6, 6-3    |
| 2 | 2008. április 27. | Monte Carlo Masters, Monte-Carlo | Salak   | Rafael Nadal      | Mahes Bhúpati / Mark Knowles   | 6-3, 6-3            |
| 3 | 2009. február 9.  | Brasil Open, Costa do Sauipe     | Salak   | Marcel Granollers | Lucas Arnold Ker / Juan Mónaco | 6–4, 7-5            |

#### Elvesztett döntői (3)
|   | Dátum             | Torna                   | Borítás | Partner            | Ellenfelek a döntőben           | Eredmény a döntőben |
| 1 | 2001. április 23. | Torneo Godó, Barcelona  | Salak   | Fernando Vicente   | Donald Johnson / Jared Palmer   | 6-7, 4-6            |
| 2 | 2005. április 25. | Estoril Open, Estoril   | Salak   | Juan Ignacio Chela | František Čermák / Leoš Friedl  | 3-6, 4-6            |
| 3 | 2005. július 18.  | Mercedes Cup, Stuttgart | Salak   | Mariano Hood       | José Acasuso / Sebastián Prieto | 6-7, 3-6            |